# Bovska
Bovska, pseudonimo di Magdalena Grabowska-Wacławek (Varsavia, 18 luglio 1985), è una cantante polacca.

## Biografia
Laureata all'Università della Musica Fryderyk Chopin, Bovska è salita alla ribalta nel 2015 con la pubblicazione del suo singolo di debutto, Kaktus, che ha venduto più di 10 000 copie in Polonia e ha ricevuto un disco d'oro dalla Związek Producentów Audio-Video. Ha anticipato l'album omonimo, uscito nel 2016, che ha raggiunto la 23ª posizione della classifica nazionale. Il successo del disco le ha fruttato una candidatura per il miglior artista polacco agli MTV Europe Music Awards 2016, e una per il migliore debutto dell'anno ai premi Fryderik del 2017, il maggiore riconoscimento musicale polacco.
Il suo secondo album, Pysk, è uscito nella primavera del 2017 e ha debuttato al 48º posto della classifica polacca. È stato seguito dal terzo disco, Kęsy, nell'autunno del 2018, e da Sorrento, pubblicato nella primavera del 2020; quest'ultimo è entrato nella top 50 settimanale alla 46ª posizione.

## Discografia

### Album in studio
- 2016 – Kaktus
- 2017 – Pysk
- 2018 – Kęsy
- 2020 – Sorrento
- 2023 – Dzika

### Singoli
- 2015 – Kaktus
- 2016 – Klik
- 2016 – Haj
- 2017 – Cyrk
- 2017 – Na niby
- 2017 – Autoreset
- 2018 – Kimchi
- 2018 – Kęsy
- 2018 – XYZ
- 2019 – Leżałam
- 2019 – Bedę przy tobie
- 2020 – Wujek G.
- 2021 – Barometr
- 2021 – Dzika
- 2022 – System Error
- 2022 – Iskry
- 2022 – Bałtyk
- 2022 – Wielka cisza
- 2023 – Ziemia mi się pali
- 2023 – Stare piosenki (con Lanberry)
- 2024 – Jestem rzeką
- 2024 – Płonie las
- 2024 – Le bois brûle (con i Bemy)
- 2024 – Nikt nie płacze wiecznie
- 2025 – Tsunami (con Wiktor Dyduła)
- 2025 – Dzwonisz